# John Milhiser
John Milhiser (Belle Mead, Nova Jérsei, 29 de novembro de 1981) é um ator e comediante norte-americano, mais conhecido por ter feito parte do elenco do Saturday Night Live.